# Peter Reber
Peter Reber (* 28. April 1949 in Bern; heimatberechtigt in Schangnau) ist ein Schweizer Liedermacher und Sänger. Er war bis 1981 Mitglied der Gruppe Peter, Sue & Marc, einer der erfolgreichsten Schweizer Bands des 20. Jahrhunderts. Nach der Auflösung von Peter, Sue & Marc begann er eine nicht weniger erfolgreiche Solokarriere. 2016 erhielt er den Swiss Music Award für sein Lebenswerk.

## Leben
Nach der Auflösung der Gruppe Peter, Sue & Marc erfüllte sich Reber einen Traum, indem er ein Segelschiff kaufte und mit seiner Frau Livia den Atlantik überquerte. 1984 meldete er sich mit seiner LP Grüeni Banane aus der Ferne. Das Album stürmte die Schweizer Hitparade, und Reber veröffentlichte in der Folge weitere Alben mit Liedern über seine Reise.
Unterwegs kam sein Sohn Simon zur Welt. 1989 verlud Reber sein Schiff auf einen Truck, fuhr es quer durch die USA zum Pazifik und setzte seine Reise in Richtung Alaska, Eisbären und Buckelwale fort. Auf dem Album Ufem Wäg nach Alaska von 1990 findet sich der wohl populärste Reber-Hit Ds Hippigschpängschtli. Während seiner Reise kam 1992 seine Tochter Nina zur Welt.
Nach Abschluss seiner Reise wurde Reber mit seiner Familie auf den Bahamas sesshaft. 1995 kehrte er in die Schweiz zurück, da sein Sohn eingeschult wurde. Reber setzte seine Karriere fort und veröffentlichte 1998 zuerst das reguläre Album Timbuktu und gleich darauf die CD Winterzyt – Wiehnachtszyt, die zu einem grossen Publikumserfolg wurde.
Im November 2004 erschien mit Winterland eine weitere Weihnachts-CD; bei fast allen Songs sang er mit seiner Tochter Nina im Duett.
Im Januar 2006 erschien Reber Rock, ein Hommage-Album, bei dem 26 Schweizer Bands mitgewirkt haben. Sie interpretierten seine bekanntesten Hits in ganz unterschiedlichen Stilen.
Auch das Album Himel & Ärde vom November 2006 erreichte innerhalb weniger Wochen Platinstatus. Reber veröffentlichte darauf – erneut mit Tochter Nina – Traditionals und Weihnachtslieder.
Als 2013 in Deutschland die Band Santiano überraschend die Hitparade stürmte, wurde Reber angefragt, ob er bei ihrer Schweizer Tournee dabei sein wolle. Reber sagte zu und steuerte Neufassungen seiner eigenen Seemannslieder in schriftdeutscher Sprache bei. Die Schweizer Sonderausgabe der Platte Mit den Gezeiten, die einige dieser Neufassungen enthält, erreichte in der Schweiz Platz 8.
Peter Reber erhielt zunächst mit Peter, Sue & Marc und später als Solokünstler zahlreiche Gold- und Platin-Schallplatten und CDs. Am 25. November 2007 schliesslich erhielt er die diamantene Schallplatte; insgesamt hat er über zwei Millionen Tonträger verkauft. Reber gehört damit zur Spitzengruppe der Schweizer Musiker. Er komponierte auch zahlreiche Lieder für andere Künstler, so Swiss Lady für Pepe Lienhard und Cinema für Paola.
Sein Lied I wünsche dir wurde 2020 von Rolf Zuckowski gecovert.
Im Frühling 2023 war er Teilnehmer der 4. Staffel von Sing meinen Song – Das Schweizer Tauschkonzert.
2024 war Peter Reber zusammen mit seiner Tochter Nina wieder auf Tour durch die Schweiz.

## Diskografie
- D’Schnapsbrönnerei im Paradies (1975) (CH: Gold)
- Grüeni Banane (1985)
- Jede bruucht sy Insel (1986)
- Dr Sunne entgäge (1988)
- Ufem Wäg nach Alaska (1990)
- I wünsche dir (1993)
- D’Hits vom Peter Reber (1997)
- Timbuktu (1998)
- Winterzyt – Wiehnachtszyt (1998)
- Karibik Steeldrum Magic / Hits Instrumental (2001)
- Ds Hippigschpängschtli ufem Schuelwäg (2002)
- D Windrose (2003)
- Winterland (2004) (und Nina)
- Himel & Ärde (2006) (und Nina)
- Es Läbe voll Lieder (2010)
- Nimm mi mit (2011) (und Nina)
- Schöni Wiehnachte (2011) (und Nina)
- E chli ewig - das grosse Live Konzert (2012) (und Nina)
- Mit den Gezeiten (Santiano mit Peter Reber, 2013)
- Ha mys Härz uf der Büni gla (2019)

## Auszeichnungen
- 2016 Swiss Music Award in der Kategorie Outstanding Achievement